# Presentation Manager
Der Presentation Manager (PM, deutsch: Präsentations-Manager) bildet zusammen mit der Workplace Shell (deutsch: Arbeitsoberfläche) die objektorientierte grafische Benutzeroberfläche des Betriebssystems IBM OS/2. Dabei ist der Presentation Manager für die grafische Darstellung von Elementen wie Fenstern, Dialogen und Menüs, für die Bearbeitung von Eingaben über Maus und Tastatur sowie für die Kommunikation zwischen fensterbasierten Programmen zuständig. Die Workplace Shell (WPS) setzt auf dem Presentation Manager auf. Ihre Aufgabe ist es, die meisten Komponenten des Systems, Laufwerke, Dateien, Verzeichnisse usw. als Objekt darzustellen, so dass Anwender mit diesen interagieren können. Der Presentation Manager kann jedoch auch mit anderen Shells betrieben werden.

## Geschichte
Presentation Manager (Codename: Winthorn) wurde hauptsächlich bei den IBM Hursley Labs (UK) entwickelt. Es stellte eine Mischung aus Microsoft Windows und dem IBM Mainframe-Grafiksystem GDDM dar. Ähnlich Windows war es nachrichtenbasiert, wobei viele Nachrichten auch identisch waren.
Die erste Version des Presentation Manager, er wurde aus Windows 2.0 übernommen, wurde 1988 mit dem Betriebssystem OS/2 1.1 ausgeliefert.

## Technische Einzelheiten
PM folgt der Schnittstellenbeschreibung Common User Access (CUA).
Es sind auch Maushandlungen für das Kopieren und Einfügen von Text erlaubt.
Ein großes Problem war die Single Input Queue (SIQ): Eine nichtreagierende Anwendung konnte die Abarbeitung der Benutzerschnittstellennachrichten blockieren, und somit die Grafikanzeige einfrieren. Ein späteres OS/2-FixPak löste dieses Problem unter Verwendung eines Zeitgebers zur Feststellung des Zeitpunktes, an welchem die Anwendung auf Ereignisse nicht mehr reagiert.